# Carex quichensis
Espèce
Classification phylogénétique
Carex quichensis est une espèce des plantes du genre Carex et de la famille des Cyperaceae.